# A Dominikai Közösség az 1996. évi nyári olimpiai játékokon
A Dominikai Közösség az egyesült államokbeli Atlantában megrendezett 1996. évi nyári olimpiai játékok egyik részt vevő nemzete volt. Az országot az olimpián 2 sportágban 6 sportoló képviselte, akik érmet nem szereztek. A Dominikai Közösség első alkalommal vett részt az olimpiai játékokon.

## Atlétika
Férfi
| Versenyző     | Versenyszám | Előfutam | Előfutam | Előfutam | Elődöntő | Elődöntő | Elődöntő | Döntő   | Döntő    |
| Versenyző     | Versenyszám | Idő      | Hely.    | Össz.    | Idő      | Hely.    | Össz.    | Idő     | Helyezés |
| ------------- | ----------- | -------- | -------- | -------- | -------- | -------- | -------- | ------- | -------- |
| Cedric Harris | 800 m       | 1:51,46  | 6.       | 49.      | kiesett  | kiesett  | kiesett  | kiesett | kiesett  |
| Steve Agar    | 1500 m      | 3:43,02  | 8.       | 37.      | kiesett  | kiesett  | kiesett  | kiesett | kiesett  |

| Versenyző     | Versenyszám | Selejtező | Selejtező | Döntő                 | Döntő    |
| Versenyző     | Versenyszám | Eredmény  | Helyezés  | Eredmény              | Helyezés |
| ------------- | ----------- | --------- | --------- | --------------------- | -------- |
| Jérôme Romain | Hármasugrás | 16,80 m   | 10.       | érvényes ugrás nélkül | 12.      |

Női
| Versenyző     | Versenyszám | Előfutam | Előfutam | Előfutam | Negyeddöntő | Negyeddöntő | Negyeddöntő | Elődöntő | Elődöntő | Elődöntő | Döntő   | Döntő    |
| Versenyző     | Versenyszám | Idő      | Hely.    | Össz.    | Idő         | Hely.       | Össz.       | Idő      | Hely.    | Össz.    | Idő     | Helyezés |
| ------------- | ----------- | -------- | -------- | -------- | ----------- | ----------- | ----------- | -------- | -------- | -------- | ------- | -------- |
| Hermin Joseph | 100 m       | 11,56    | 5.       | 32.      | kiesett     | kiesett     | kiesett     | kiesett  | kiesett  | kiesett  | kiesett | kiesett  |
| Dawn Williams | 800 m       | 1:59,65  | 3.       | 9.       |             |             |             | 1:59,06  | 5.       | 10.      | kiesett | kiesett  |

## Úszás
Férfi
| Versenyző      | Versenyszám | Előfutam | Előfutam | Előfutam | Döntő   | Döntő   | Döntő   | Helyezés |
| Versenyző      | Versenyszám | Idő      | Hely.    | Össz.    | Típus   | Idő     | Hely.   | Helyezés |
| -------------- | ----------- | -------- | -------- | -------- | ------- | ------- | ------- | -------- |
| Woody Lawrence | 50 m gyors  | 27,88    | 1.       | 60.      | kiesett | kiesett | kiesett | kiesett  |